# Heute journal up:date
Das heute journal up:date ist ein Nachrichtenmagazin des ZDF, das seit September 2020 im Nachtprogramm des Senders ausgestrahlt wird.

## Konzept
Das heute journal up:date fasst die Themen des Tages noch einmal zusammen und aktualisiert überwiegend die Themen, die am Abend im regulären heute-journal gesendet wurden. Zugleich ermöglicht es, zeitnah über neue Ereignisse vom späten Abend zu informieren, wie es etwa in der Nacht vom 23. auf den 24. Juni 2023 beim kurz nach dem Sendeschluss des heute-journals beginnenden Aufstand der Gruppe Wagner in Russland geschehen ist. Außerdem gibt es im heute journal up:date Hintergrundinformationen und es werden Interviews und Live-Schalten geführt. Die Sendung verlängert den Informationsfluss des ZDF und hauptsächlich des heute-journals bis nach Mitternacht.

## Sendeplatz
Das heute journal up:date ersetzt die Nachrichtensendung heute+ und wird montags bis freitags gegen Mitternacht ausgestrahlt – meist zwischen 23:45 Uhr und 01:00 Uhr. Die Sendung dauert 15 Minuten und wird neben der TV-Ausstrahlung auch in der ZDFmediathek und in der ZDFheute-App übertragen und veröffentlicht.

## Redaktion
Die Redaktion ist eine eigenständige Redaktion in der „Hauptredaktion Aktuelles“ des ZDF und verfügt über etwa 30 Redakteure und Reporter, die für diese Sendung und das heute-journal tätig sind. Durch die Ausweitung der heute-journal-Redaktion hat diese die Zuständigkeit für den Informationsfluss am gesamten Abend inne. Derzeitiger Redaktionsleiter ist Stefan Leifert (seit Sommer 2024).

## Moderatoren
Die Sendung wird von fünf Hauptmoderatoren im Wechsel moderiert. Vertretungsweise moderieren auch der Redaktionsleiter und Moderatoren sonstiger ZDF-Sendungen.

### Derzeitige Moderatoren

#### Hauptmoderatoren
| Moderator              | Einstieg           | Bemerkung           |
| ---------------------- | ------------------ | ------------------- |
| Nazan Gökdemir         | 14. September 2020 |                     |
| Christopher Wehrmann   | 25. Mai 2021       | 2021 als Vertretung |
| Gundula Gause          | 24. Juni 2021      | 2021 als Vertretung |
| Laura Barnick          | 7. August 2023     |                     |
| Christoph Wiesel-Lancé | 29. Juli 2024      |                     |

#### Vertretungsmoderatoren
| Moderator        | Einstieg          | Bemerkung                  |
| ---------------- | ----------------- | -------------------------- |
| Hanna Zimmermann | 7. September 2020 | 2020–2021 Hauptmoderatorin |
| Stefan Leifert   | 26. Februar 2025  |                            |
| Barbara Parente  | 31. Juli 2025     |                            |

### Ehemalige Moderatoren
| Moderator                      | Einstieg           | Ausstieg          |
| ------------------------------ | ------------------ | ----------------- |
| Anna-Maria Schuck              | 5. August 2021     | 11. November 2021 |
| Christina von Ungern-Sternberg | 8. Juni 2021       | September 2023    |
| Wulf Schmiese                  | 21. September 2020 | 26. April 2024    |
| Sandra Maria Gronewald         | 21. August 2023    | 30. August 2024   |

## Studio
Das heute journal up:date wird aus dem virtuellen Nachrichtenstudio des ZDF in Mainz gesendet. Das Hintergrund-Design ist an das des heute-journals und anderer ZDF-Nachrichtensendungen angelehnt. Im Juni 2021 ist die Sendung ins modernisierte zweite Studio gezogen. Im Zuge dessen wurde auch das Design geändert.
Derzeit gibt es verschiedene Versionen des Intros:
- mit Namensansage (in der Regel)
- ohne Namensansage (bei spontanen Vertretungen)
- komplett ohne Ansage (selten bei spontanen Ereignissen)